# Grote wantsendoder
De grote wantsendoder (Astata boops ) is een wesp die behoort tot de familie van de Crabronide graafwespen.
Deze graafwesp is ongeveer 10-12 mm groot en is gespecialiseerd in het vangen van nimfale schildwantsen (Pentatomidae). Hij is te vinden van juni tot september op zanderige terreinen.
Als de grote wantsendoder een prooi heeft gevangen wordt die meegebracht naar het nest en naast de verstopte ingang gelegd. Vervolgens maakt de wesp de ingang vrij, gaat kop voorover naar binnen, draait zich aldaar om en komt met de kop naar buiten, waarna hij de prooi achterwaarts mee het nest in sleept.